# Commentware
Commentware ist wie Freeware eine kostenlose Software, die man auch weiterverbreiten darf.
Der Unterschied besteht darin, dass der Autor der Software um einen Kommentar des Benutzers zur Software bittet. Diese Lizenzform ist ähnlich dem Prinzip eines öffentlichen Betatests. Auch wenn bei diesem die Software meist nicht verbreitet werden darf, ist sie doch vom Hersteller kostenlos erhältlich und der Hersteller bittet um Kommentare bzw. Fehlerberichte zur Software.